# Bromuniola gossweileri
Bromuniola gossweileri är en gräsart som beskrevs av Otto Stapf och Charles Edward Hubbard. Bromuniola gossweileri ingår i släktet Bromuniola och familjen gräs. Inga underarter finns listade i Catalogue of Life.